# Ganzton
Der Ganzton ist im allgemein-praktischen musikalischen Sprachgebrauch ein Synonym für das Intervall der großen Sekunde. Dies ergibt sich daraus, dass diatonische Tonleitern nur Ganz- und Halbtöne als Schritte benutzen (dabei entspricht ein Halbton der kleinen Sekunde).
In der pythagoreischen Stimmung ergibt sich der Ganzton mit der Frequenzproportion 9:8 als Differenz der reinen Quinte mit der Proportion 3:2 und der reinen Quarte mit der Proportion 4:3.
In der Renaissance kam durch die Einführung der reinen Stimmung die Differenzierung zwischen dem großen Ganzton (9:8) und dem kleinen Ganzton (10:9) hinzu (reine große Terz (5:4) = großer Ganzton + kleiner Ganzton).
Die Differenz zwischen großem und kleinem Ganzton, das syntonische Komma, wird in den üblichen temperierten Stimmungen eliminiert, so dass der Ganzton ein eindeutiges Intervall ist, das der Definition Ganzton = Quinte − Quarte genügt.
| Intervall                                     | Proportion                       | Näherung in Cent |
| --------------------------------------------- | -------------------------------- | ---------------- |
| (großer) Ganzton (in C-Dur: C–D, F–G und A–H) | 9 : 8                            | 204 Cent         |
| kleiner Ganzton (in C-Dur: D–E und G–A)       | 10 : 9                           | 182 Cent         |
| Halbton (in C-Dur: E–F und H–C)               | 16 : 15                          | 111 Cent         |
| Ganzton (gleichschwebend)                     | {\displaystyle {\sqrt[{6}]{2}}}  | 200 Cent         |
| Halbton (gleichschwebend)                     | {\displaystyle {\sqrt[{12}]{2}}} | 100 Cent         |

## Historische Entwicklung
Der Begriff „Ganzton“ geht zurück auf den Ton des Aristoxenos; er benutzte ihn als Maßintervall, bildete den Halbton, Drittelton, Viertelton und allgemein den n-tel-Ton und stellte die Konsonanzen als Vielfache des Tons dar: Quarte = 2½ Ton, Quinte = 3½ Ton, Oktave = 6 Ton. Diese Größengleichungen gelten auch im gleichmäßig zwölfstufig temperierten Tonsystem, das heute in der westlichen Musik vorherrscht. Schon Euklid übernahm die aristoxenische Terminologie, wodurch der Begriff „Ganzton“ mehrdeutig wurde.
In der antiken Tonsystemtheorie tauchen außer den diatonischen Tetrachorden von Philolaos/Euklid und Aristoxenos auch noch allerlei andere diatonische Tetrachorde auf, bei denen manche moderne Musiktheoretiker auch von Ganztönen sprechen. Darunter sind Tetrachorde von Didymos, der bereits die Intervalle der Proportionen 9:8 und 10:9 kombinierte, also den großen und den kleinen Ganzton.
Seit dem 19. Jahrhundert und im musikalischen Impressionismus wird die Ganztonleiter als eine der möglichen distanziellen (gleichstufigen bzw. periodisch-alternierenden) Oktavteilungen zunehmend häufig verwendet.
Die westliche mehrstimmige Musik benutzte bis ins 20. Jahrhundert als kleinstes Intervall den Halbton mit seinen Varianten. Kleinere Intervalle wie Drittel-, Viertel-, Sechstel-, Achtel- und Zwölfteltöne, die bereits in der antiken Musiktheorie bekannt gewesen waren, wurden im 20. Jahrhundert von Komponisten wie Alois Hába wieder aufgegriffen.
In Orient sind Intervalle in der Größenordnung von Vierteltönen in der Musikpraxis gebräuchlich.